# Chelsie Giles

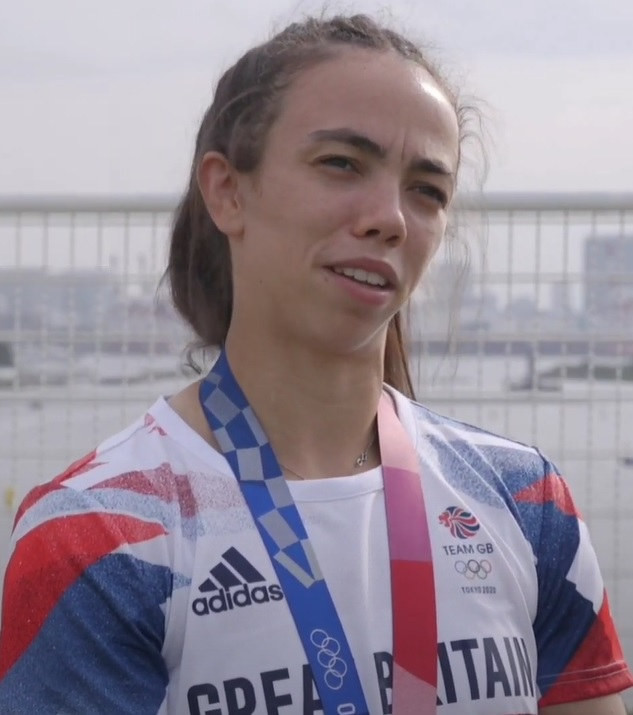
Chelsie Giles, 2021

Chelsie Giles (* 25. Januar 1997 in Coventry) ist eine britische Judoka. Sie war Europameisterschaftsdritte 2019, Olympiadritte 2021 und Europameisterin sowie Weltmeisterschaftszweite 2022.

## Sportliche Karriere
Chelsie Giles kämpft im Halbleichtgewicht, der Gewichtsklasse bis 52 Kilogramm. 2015 war sie Fünfte der Juniorenweltmeisterschaften. 2018 belegte sie den dritten Platz beim Grand Slam in Abu Dhabi. Bei den im Rahmen der Europaspiele in Minsk ausgetragenen Europameisterschaften 2019 unterlag Giles im Viertelfinale der Französin Amandine Buchard. Mit Siegen über die Polinnen Karolina Pieńkowska und Agata Perenc sicherte sich die Britin die Bronzemedaille. Zwei Monate später bei den Weltmeisterschaften in Tokio erreichte Giles das Viertelfinale und belegte nach Niederlagen gegen die Japanerinnen Uta Abe und Ai Shishime den siebten Platz. Im Oktober 2019 war Chelsea Giles wieder Dritte beim Grand Slam in Abu Dhabi.
Wegen der Covid-19-Pandemie fanden 2020 kaum internationale Turniere statt. 2021 beim Grand Slam in Tel Aviv erreichte Chelsie Giles das Finale und siegte dort gegen die Israelin Gili Cohen. Einen Monat später erreichte sie auch das Finale beim Grand Slam in Tiflis, dort verlor sie gegen die Italienerin Odette Giuffrida. Nachdem sie bei den Weltmeisterschaften in Budapest im Achtelfinale gegen Fabienne Kocher aus der Schweiz ausgeschieden war, erreichte sie anderthalb Monate später das Viertelfinale bei den Olympischen Spielen in Tokio und verlor gegen Uta Abe. Mit Siegen über die Belgierin Charline Van Snick und die Schweizerin Fabienne Kocher erkämpfte Giles eine Bronzemedaille.
Im April 2022 erreichte Giles das Finale der Europameisterschaften in Sofia und besiegte dort die Französin Amandine Buchard. Ein halbes Jahr später erreichte sie das Finale bei den Weltmeisterschaften in Taschkent. Dort unterlag sie der Japanerin Uta Abe. 2023 gewann Giles eine Bronzemedaille bei den Europameisterschaften in Montpellier. 2024 bei den Olympischen Spielen in Paris schied Giles in ihrem Auftaktkampf gegen die Brasilianerin Larissa Pimenta aus.